# Robert Faurisson
Robert Faurisson (Shepperton, Surrey, 25 de janeiro de 1929 – Vichy, 21 de outubro de 2018 ) foi um professor universitário e ensaísta francês que se notabilizou por negar o genocídio de judeus pelos nazistas durante a Segunda Guerra Mundial. Em seus estudos, buscou provar a impossibilidade técnica da existência de câmaras de gás junto a fornos crematórios, nos campos de concentração — que ele considerava serem campos de trabalho. Faurisson foi a primeira pessoa a ser condenada com base na Lei Gayssot (1990), que proibiu a contestação dos crimes contra a Humanidade definidos pelo Tribunal de Nuremberg, em 1946. 

## Biografia
Nascido Robert-Faurisson Aitken, no condado de Surrey, Reino Unido, de pai francês, empregado da Compagnie des courieries maritimes, e mãe escocesa, tinha nacionalidade britânica
 e francesa. Tinha três irmãos e três irmãs.
Durante sua infância, a família viveu em várias cidades, segundo as necessidades do trabalho do pai —Saigon, Singapura, Kobe, Shanghai — até 1936, quando retorna à metrópole. A partir de então, o menino inicia seus estudos no Petit Séminaire, de Versailles, prosseguindo no Collège de Provence, em Marselha, e, depois, no Lycée Henri IV, em Paris, onde foi colega de Pierre Vidal-Naquet. Em seguida, faz seus estudos de letras clássicas na Sorbonne. 

## Carreira acadêmica
Em 1961, Robert Faurisson publicou na revista Bizarre, editada por Jean-Jacques Pauvert, um estudo iconoclasta da obra de Arthur Rimbaud, sob o título A-t-on LU Rimbaud?. Em sua primeira edição, o texto é assinado apenas pelas iniciais RF, denotando seu desejo de manter o anonimato.
De 1969 a 1973, torna-se professor, primeiramente adjunto e depois titular, de literatura francesa, na Universidade Paris III (Sorbonne Nouvelle). De 1973 a 1990 será professor de literatura contemporânea na Universidade de Lyon II.
Faurisson aparece para o público em geral através de um primeiro artigo, publicado pelo jornal Le Matin de Paris, em 1.º de novembro 1978, mas, principalmente, após a publicação de um artigo no jornal diário Le Monde, intitulado "Le Problème des chambres à gaz, ou la rumeur d'Auschwitz", em 29 de Dezembro de 1978. Essa publicação é seguida de uma refutação do historiador Georges Wellers, intitulada "Abondance of Evidence" e, no dia seguinte, de um artigo da historiadora Olga Wormser, sobre a história da Shoah e, ainda, um segundo artigo, escrito por Maurice Bernadet, presidente da Universidade Lyon II, condenando os comentários do professor, mas admitindo que, sem uma comprovação formal de má conduta profissional, a instituição nada poderia  fazer contra ele. Na sequência, Faurisson será alvo de inquérito administrativo, cujas conclusões, em dezembro de 1978, recomendavam sua transferência, Citação: sem que parecesse ser uma medida disciplinar motivada por Citação: delito de opinião  Posteriormente, Faurisson declarou que não podia ministrar suas aulas devido a ameaças à sua pessoa.. Em outubro de 1979, Faurisson é designado para trabalhar em educação a distância. Em 1990, é transferido, contra a sua vontade, para o Centro Nacional de Ensino a Distância, e privado de sua posição na Universidade, embora permanecesse formalmente ligado a Lyon II, como professor titular de sua cadeira, até se aposentar, em janeiro de 1995.

## Negacionismo do holocausto
Robert Faurisson tornou-se conhecido do grande público em janeiro de 1979 com a publicação de um texto enviado por ele ao jornal Le Monde, intitulado "O Problema das câmaras de gás, ou o rumor de Auschwitz".
"Até 1960, eu acreditei na realidade desses massacres gigantescos nas câmaras de gás. Então, depois de ler Paul Rassinier, um velho exilado e autor de Mensonge d'Ulisses, comecei a ter dúvidas. Depois de quatorze anos de reflexões pessoais, depois de quatro anos de intensa investigação, convenci-me, como vinte outros autores revisionistas, que me encontrava diante de uma mentira histórica."Para Faurisson, "Hitler nunca ordenou (nem permitiu) que alguém fosse morto por causa de sua raça ou religião". Qualificava "as pretensas câmaras de gás" e "o pretenso genocídio" como mentiras, em benefício "de uma gigantesca escroqueria político-financeira do Estado de Israel."
Faurisson contestava  o adjetivo "negacionista", preferindo o termo "revisionista". Foi condenado várias vezes pela justiça francesa, notadamente por "incitação ao ódio racial" e por "contestação de crime  contra a humanidade" — nesse último caso, em virtude da lei Gayssot, de 13 de julho de 1990.

## Publicações
- A-t-on LU Rimbaud?, Bizarre, n21-22, 1961.
- A-t-on bien lu Lautréamont?, Gallimard, 1972.
- Mémoire en défense contre ceux qui m'accusent de falsifier l’histoire, La Vieille Taupe, 1980.
- Le journal d'Anne Frank est-il authentique?, 1980.
- Réponse à Pierre Vidal-Naquet, La Vieille Taupe, 1982.
- «Chronique sèche de l'Épuration – Exécutions sommaires dans quelques communes de Charente limousine», Revue d'Histoire révisionniste, n.° 4, février-avril 1991.
- Réponse à Jean-Claude Pressac, Association des anciens amateurs de récits de guerre et d'holocauste, 1993.
- Écrits révisionnistes (1974-1998), 4 volumes, Édition privée hors commerce, 1999.
- Het «Dagboek» van Anne Frank: een kritische benadering, em colaboração com Siegfried Verbeke.